# Shubie Park
Shubie Park är en park i Kanada.   Den ligger i provinsen Nova Scotia, i den sydöstra delen av landet, 1 000 km öster om huvudstaden Ottawa. Shubie Park ligger 30 meter över havet.
Terrängen runt Shubie Park är platt. Runt Shubie Park är det mycket tätbefolkat, med 1 056 invånare per kvadratkilometer.. Närmaste större samhälle är Halifax, 6,4 km söder om Shubie Park. 
Runt Shubie Park är det i huvudsak tätbebyggt.